# Кярстна
Кя́рстна (ест. Kärstna küla) — село в Естонії, у волості Вільянді повіту Вільяндімаа.

## Населення
Чисельність населення на 31 грудня 2011 року становила 234 особи.

## Історія
З 19 грудня 1991 до 25 жовтня 2017 року село входило до складу волості Тарвасту.

## Пам'ятки
- Миза Кярстна (Kärstna mõis).
- Пам'ятник Кярстнаській битві під час війни за незалежність Естонії, історична пам'ятка[2]

## Галерея

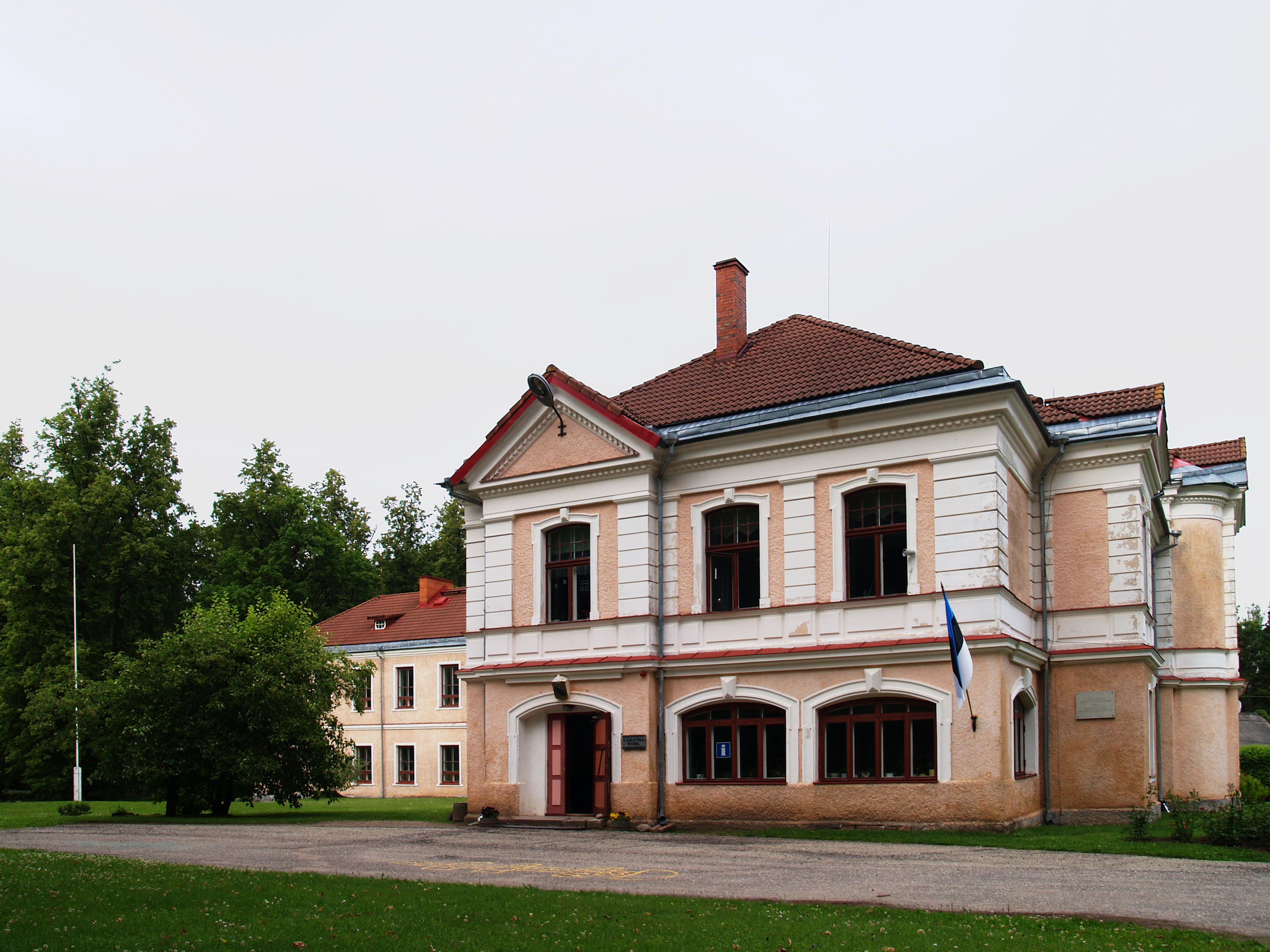
Панський особняк мизи
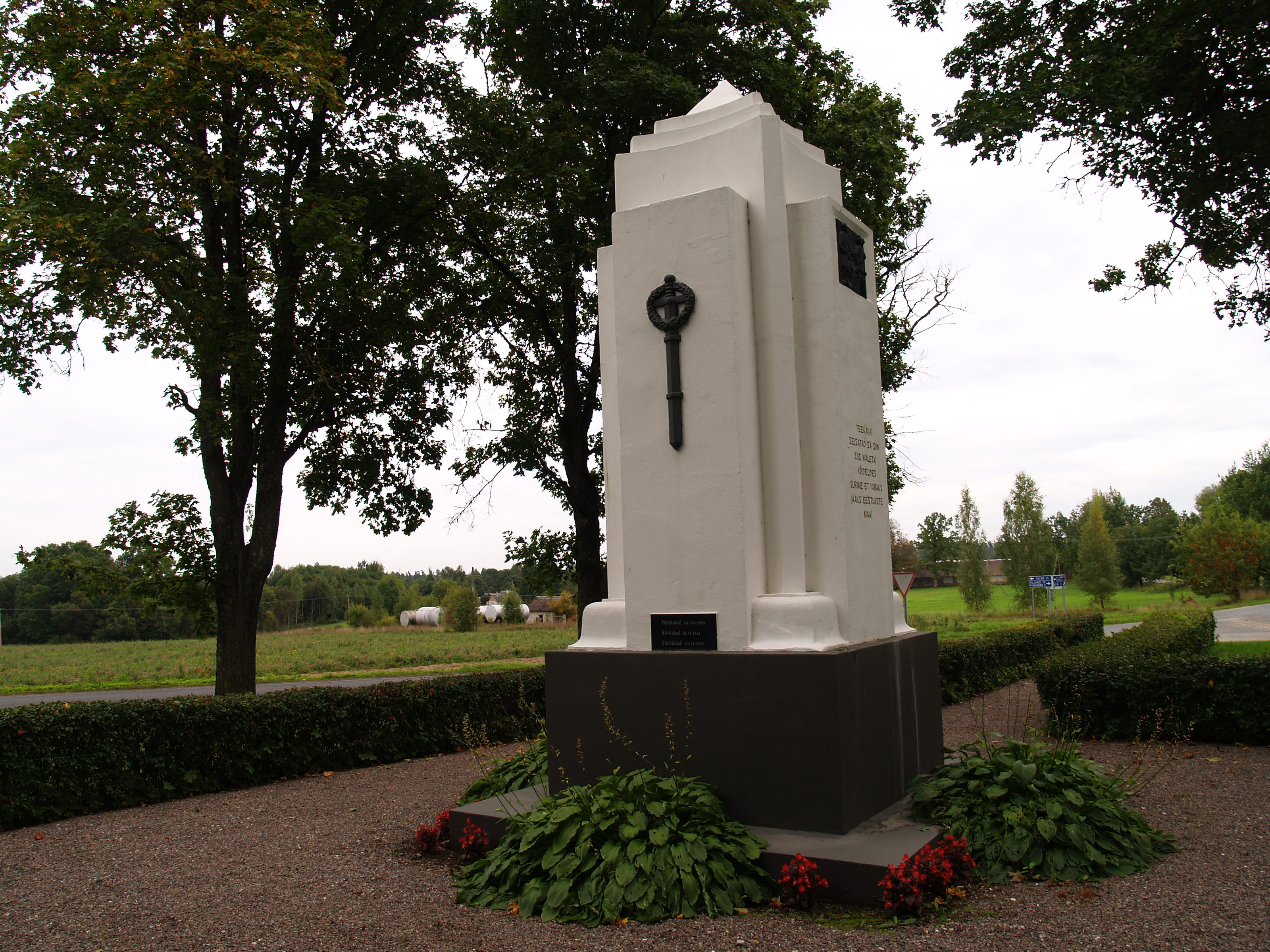
Пам'ятник Кярстнаській битві